# Eosembia thoracica
Eosembia thoracica is een insectensoort uit de familie Oligotomidae, die tot de orde webspinners (Embioptera) behoort. De soort komt voor in Myanmar.
Eosembia thoracica is voor het eerst wetenschappelijk beschreven door Davis in 1940.